# Angelo Bagnasco
Angelo Bagnasco (Pontevico, 14 de janeiro de 1943) é um cardeal italiano e arcebispo emérito de Génova.
Ele foi credenciado pela imprensa internacional como possível sucessor do Papa Bento XVI ao trono papal entre os cardeais italianos no conclave de 2013. O estudioso e historiador do catolicismo americano Matthew Bunson o chamou de "peso pesado entre os intelectuais" por causa de seu excelente perfil em questões de doutrina e ética. É considerado de acordo com o conservadorismo do cardeal Giuseppe Siri, um de seus predecessores na cátedra genovesa.

## Biografia
Nascido em Pontevico, na região de Bréscia, em uma família genovesa deslocada pela Segunda Guerra Mundial, ele passou vários períodos de sua infância no município vizinho de Robecco d'Oglio, cidade de origem de sua mãe.

### Formação sacerdotal e ministério
Frequentou a escola secundária e a escola clássica no seminário arquiepiscopal de Gênova e foi ordenado sacerdote para a arquidiocese de Gênova em 29 de junho de 1966 pela imposição das mãos do cardeal Giuseppe Siri.
Foi vigário paroquial da paróquia de San Pietro Apostolo e Santa Teresa del Bambin Gesù em Albaro de 1966 a 1985; da mesma paróquia tornou-se então assistente de pastoral de 1986 a 1995, tendo assumido outros cargos, também concomitantes, na arquidiocese de Gênova. De 1970 a 1985 foi assistente eclesiástico do grupo de escoteiros, primeiro ASCI e desde 1974 AGESCI, Gênova 10. De 1975 a 1984 foi professor de italiano no liceu clássico do seminário arquiepiscopal.
Em 1979 graduou-se em filosofia na Universidade de Gênova. De 1980 a 1998 foi professor de metafísica e ateísmo contemporâneo na Faculdade Teológica do Norte da Itália. De 1980 a 1993 foi assistente diocesano da Federação Universitária Católica Italiana.
De 1985 a 1996 foi diretor do departamento catequético diocesano e delegado regional para a pastoral escolar. De 1986 a 1994 foi diretor e professor do Instituto Superior de Estudos Religiosos de Gênova. De 1990 a 1996 foi diretor da secretaria de educação e responsável pela formação de professores de religião. De 1993 a 1996 diretor do "Apostolado Liturgico" diocesano e de 1995 a 1997 foi vigário episcopal e diretor espiritual do seminário arquiepiscopal.

### Ministério Episcopal e Cardinalato

#### Bispo, então arcebispo, de Pesaro
Em 3 de janeiro de 1998, o Papa João Paulo II o nomeou Bispo de Pesaro e em 7 de fevereiro de 1998 recebeu a consagração episcopal por imposição de mãos do arcebispo de Gênova Dionigi Tettamanzi e co-sagrantes, o bispo emérito de Pesaro Gaetano Michetti e o bispo de Ventimiglia-San Remo Giacomo Barabino.
Em 11 de março de 2000, após a elevação da mesma diocese a arquidiocese metropolitana, tornou-se o primeiro arcebispo metropolitano de Pesaro e recebeu o pálio no dia 29 de junho seguinte.

#### Ordinário Militar na Itália
Em 20 de junho de 2003 foi nomeado general militar da Itália, ou seja, bispo da estrutura religiosa das Forças Armadas italianas, cargo que implicava automaticamente sua nomeação como general do corpo de exército, de acordo com a lei 512/1961.
Exerceu este cargo num momento muito delicado para as Forças Armadas da República, nomeadamente durante a sua participação na segunda Guerra do Golfo e na guerra do Afeganistão. Ele celebrou os solenes funerais de estado dos vários mortos daqueles conflitos, tornando-se um rosto familiar para os italianos.

#### Arcebispo de Gênova e presidente da CEI
Em 29 de agosto de 2006, o Papa Bento XVI o nomeou arcebispo de Gênova. Durante as celebrações em homenagem à Madonna della Guardia, sua predecessora na cátedra de San Siro, o cardeal Tarcisio Bertone, que por sua vez se tornou secretário de Estado da Santa Sé, deu as primeiras notícias. A cerimônia solene de sua posse na arquidiocese genovesa aconteceu na tarde de 24 de setembro de 2006 na catedral de San Lorenzo. Ao mesmo tempo em que foi eleito arcebispo de Gênova, deixou o cargo de general militar para a Itália. Em 26 de setembro do mesmo ano foi eleito presidente da Conferência Episcopal da Ligúria.

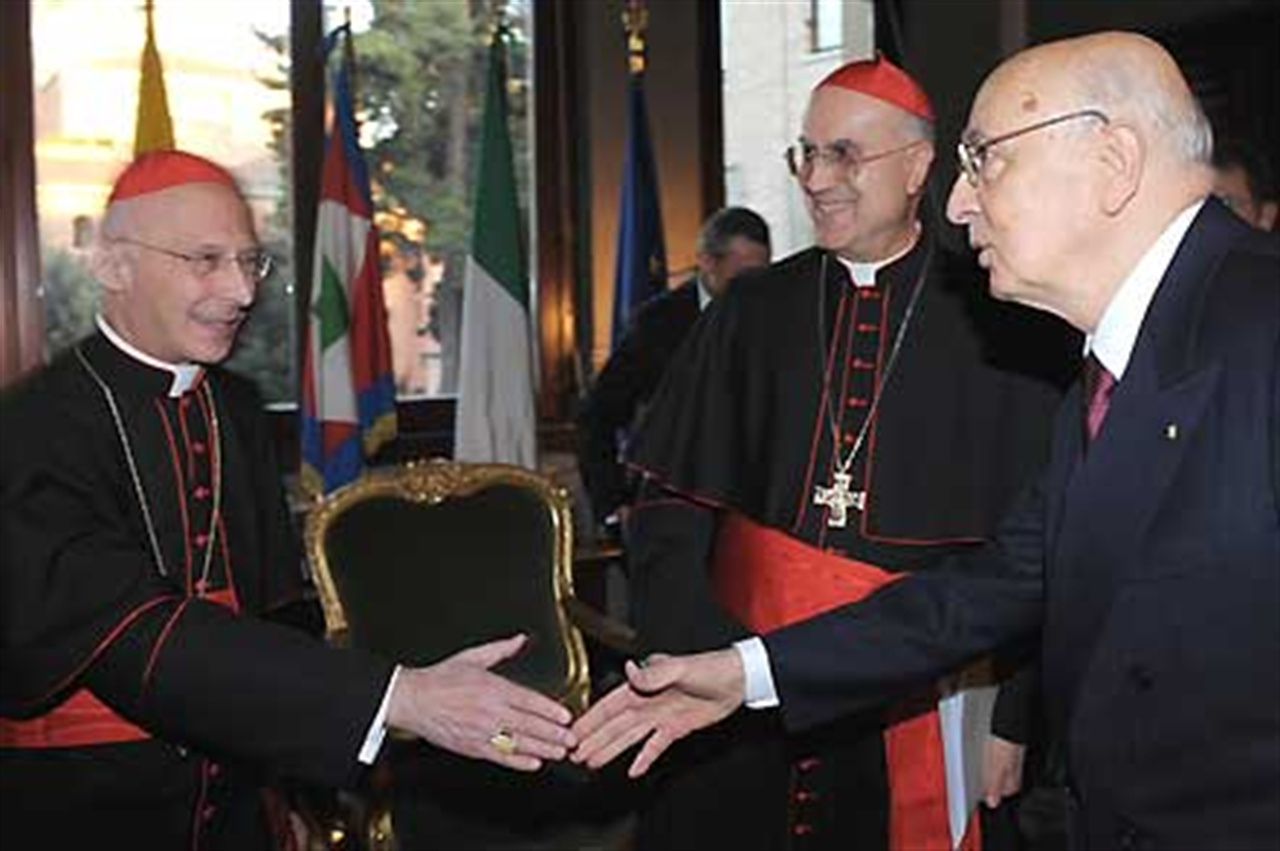
Cardeal Angelo Bagnasco cumprimenta o Presidente da República Italiana Giorgio Napolitano.

Em 7 de março de 2007, foi chamado pelo Papa Bento XVI para substituir o Cardeal Camillo Ruini à frente da Conferência Episcopal Italiana. Em 29 de junho de 2007, na Basílica de São Pedro, recebeu o pálio sagrado de Bento XVI, juntamente com outros arcebispos metropolitanos. Conforme anunciado em 17 de outubro de 2007, Bento XVI o criou e o proclamou cardeal no consistório de 24 de novembro seguinte, atribuindo-lhe o título de Grande Santa Mãe de Deus. Em 30 de setembro de 2011, foi eleito vice-presidente do Conselho de Conferências dos Bispos Europeus (CCEE).
De 2012 a 2017 foi presidente da Fundação Gaslini, proprietária de várias instituições de caridade e assistência em várias áreas da Itália.
Em 7 de março de 2012, Bento XVI o confirmou como presidente da Conferência Episcopal Italiana por mais 5 anos. Em 31 de janeiro de 2013 foi eleito presidente da comissão do Projeto Cultural da Igreja Italiana. Até dezembro de 2013 foi membro da Congregação para os Bispos. Em 8 de outubro de 2016 foi eleito presidente do Conselho das Conferências dos Bispos da Europa , cargo que ocupou até 25 de setembro de 2021.
Em 8 de março de 2017, o Papa Francisco o confirmou como presidente da Conferência Episcopal Italiana até a nomeação do novo presidente, ocorrida em 24 de maio do mesmo ano. Em 14 de janeiro de 2018 apresentou sua renúncia ao governo da arquidiocese por ter atingido o limite de idade; O Papa Francisco, no entanto, confirmou-o no cargo por mais dois anos.
Em 18 de agosto de 2018, ele celebrou o solene funeral de estado de 19 das 43 vítimas do desabamento da ponte Morandi em Gênova.
Em 8 de maio de 2020, o Papa Francisco comunicou que havia aceitado a renúncia de Bagnasco; ao mesmo tempo, nomeou como seu sucessor Marco Tasca, ex-ministro geral da Ordem dos Frades Menores Conventuais. Manteve-se administrador apostólico da arquidiocese até à entrada do seu sucessor, ocorrida a 11 de julho seguinte.

#### Arcebispo emérito
Em 3 de agosto de 2020 participou, junto com seu sucessor Marco Tasca, da inauguração do viaduto Gênova San Giorgio.
É membro da Congregação para as Igrejas Orientais e da Congregação para o Culto Divino e a Disciplina dos Sacramentos. Foi membro da Comissão Episcopal de Cultura e Comunicação Social da CEI.

## Pensamento
Sua formação teológico-filosófica o coloca na corrente do tomismo, fiel à abordagem do cardeal Giuseppe Siri, de quem sempre esteve muito próximo. Ele é um profundo conhecedor de São Tomás de Aquino e seus ensinamentos e um firme defensor do valor da metafísica.

### Declarações sobre uniões homossexuais
Nos primeiros meses à frente da CEI, em relação às uniões que não o matrimônio heterossexual, o arcebispo Bagnasco se expressou nos seguintes termos:
“Quando o critério dominante é a opinião pública ou maiorias investidas democraticamente – que podem se tornar antidemocráticas ou violentas – então é difícil dizer 'não'. Então, por que dizer não a várias formas de convivência juridicamente estável, de direito público, reconhecida e, portanto, criar figuras alternativas à família? Por que dizer não ao incesto, como na Inglaterra, onde irmão e irmã têm filhos, vivem juntos e se amam? Por que dizer não ao partido pedófilo na Holanda se há duas liberdades que se encontram? Deve-se ter em mente essas aberrações de acordo com o senso comum e que já estão presentes pelo menos como tiros iniciais.
Como resultado dessas declarações, ele foi alvo de duras críticas. Além disso, desconhecidos desfiguraram a fachada da catedral de Gênova, várias paredes de Gênova, Bolonha e Turim, com escritos nos quais acusam padres e prelados de pedofilia  e invocam a morte do Papa. por pessoas desconhecidas, tudo O arcebispo recebeu um pacote contendo uma bala e uma foto marcada com uma suástica. Na sequência destas ameaças, o Estado italiano designou-lhe uma escolta.
Em 10 de junho de 2007, o jornal Il Secolo XIX informou que outras ameaças foram entregues a monsenhor Bagnasco por meio de um pacote, dentro do qual também havia três balas. A polícia confirmou imediatamente. Digos juntou o envelope ao extenso arquivo sobre as intimidações dirigidas ao presidente do CEI.  Posteriormente, a polícia descobriu que os pacotes intimidadores tinham sido enviados por um homem de Cuneo, ex-carabineiro expulso da Arma, que esperava incriminar a ex-amante, responsabilizando-a e ao seu novo companheiro pelas ameaças.
Em fevereiro de 2013, na conferência Famiglia: recurso para a Igreja, recurso para a sociedade em Gênova, comentando a aprovação francesa do primeiro artigo sobre o casamento homossexual, ele declarou:
“Estamos perto do abismo. A Itália não deve tomar como exemplo essas situações que têm resultados extremamente perigosos. Não vamos seguir seus passos. A Europa esqueceu as suas raízes cristãs, as raízes da sua cultura e civilização. Ao querer sistematicamente eliminar a religião de seu horizonte, ele acredita estar conquistando novas liberdades. Muitos países europeus promulgaram leis erradas sobre a vida, família, liberdade, eles não estão crescendo em uma civilização mais humana e solidária, se algo mais individualista e mais regressivo"
(Cardeal Angelo Bagnasco, conferência Família: recurso para a Igreja, recurso para a sociedade, 2 de fevereiro de 2013

### Declarações sobre casos de pedofilia no clero
Cartão. Bagnasco apoiou a posição da CEI segundo a qual os bispos italianos não têm obrigação legal de denunciar casos de pedofilia à autoridade judiciária civil, mas apenas "o dever moral de contribuir para o bem comum" , citando como justificativa o fato de que os bispos não são "funcionários públicos", que a lei italiana não reconhece esse dever de denunciar e que tal denúncia levaria a uma grave falta de respeito pela privacidade das vítimas. O cardeal também afirmou: “A apresentação da denúncia na esfera canônica não implica ou implica de forma alguma a privação ou limitação do direito de interpor perante a autoridade judiciária civil competente”.

## Lema
O lema de Dom Angelo è: Christus Spes mea, Cristo è minha esperança.

## Lançamentos
- Educare, Alba, Edizioni San Paolo, 2011 ISBN 9788821570490
- La porta stretta, Roma, Cantagalli Edizioni, 2013, ISBN 9788882728731

## Outras imagens

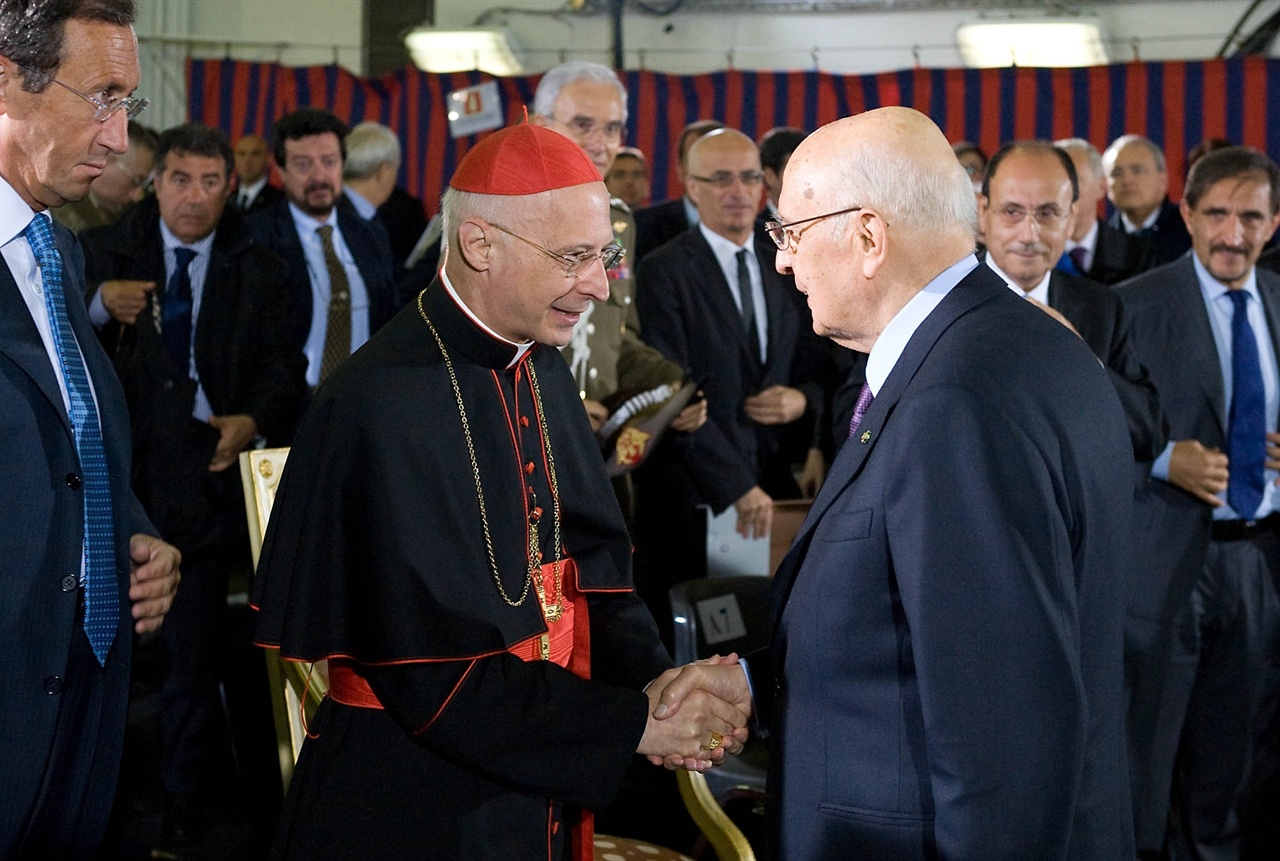
Dom Angelo com o então presidente Giorgio Napolitano